# 埃丝特尔 (名字)
埃丝特尔（希伯来文：אֶסְתֵּר）是起源于犹太人女王以斯帖的女性人名。埃丝特尔一名也可能源自古波斯语中的“ستاره/ setāra/ stāra”，即“星”（star），但部分学者认为埃丝特尔就等同于巴比伦神话中的爱情女神的名字“伊什塔尔/伊丝塔”（Ishtar），因为伊什塔尔与金星有关（伊什塔尔之星）。在欧洲和不列颠群岛，人名“埃丝特尔”出现于宗教改革时期。